# Live Metal Espancation
Live Metal Espancation é o primeiro álbum ao vivo da banda fictícia de heavy metal Massacration. Seu primeiro lançamento com o nome Massacration desde o álbum de estúdio Good Blood Headbanguers, de 2009, foi gravado durante show no espaço de entretenimento Tropical Butantã em São Paulo no dia 26 de agosto de 2017 e lançado pela Top Link Music no dia 15 de dezembro em formato CD e para streaming, e em DVD pela Shinigami Records uma semana depois, em 15 de dezembro. Produzido por Alexandre Russo, que já trabalhou com o Angra, o espetáculo contou com participações especiais dos ex-atores pornográficos Fabiane Thompson e Kid Bengala, e dos personagens de Hermes & Renato Boça e Joselito Sem-Noção (interpretados por Felipe Torres e Adriano Silva respectivamente). Sob o pseudônimo de "El Perro Loco", Ricardo Confessori do Angra e do Shaman atuou como baterista convidado. A arte da capa foi fornecida pelo aclamado designer gráfico João Duarte.
O álbum foi avaliado positivamente em seu lançamento, com o "retorno à forma" da banda após um hiato de quatro anos e seu senso de humor sendo elogiado, e foi escolhido pela revista Roadie Crew como o melhor DVD de metal de 2017.

## Lista de faixas
| N.º            | Título                                             | Duração |  |
| 1.             | "Intro Show Massacration"                          | 4:58    |  |
| 2.             | "Metal Is the Law"                                 | 4:05    |  |
| 3.             | "Metal Milkshake"                                  | 3:09    |  |
| 4.             | "The Mummy"                                        | 5:09    |  |
| 5.             | "Cereal Metal"                                     | 4:13    |  |
| 6.             | "Metal Dental Destruction"                         | 5:26    |  |
| 7.             | "The Bull"                                         | 5:55    |  |
| 8.             | "Metal Glu-Glu"                                    | 2:45    |  |
| 9.             | "Let's Ride to Metal Land (The Passage Is R$1.00)" | 4:47    |  |
| 10.            | "Evil Papagali"                                    | 5:04    |  |
| 11.            | "Massacration"                                     | 5:19    |  |
| 12.            | "Metal MILF"                                       | 4:57    |  |
| 13.            | "Metal Massacre Attack (Aruê Aruô)"                | 2:34    |  |
| 14.            | "Metal Bucetation"                                 | 4:39    |  |
| Duração total: | Duração total:                                     | 1:03:00 |  |

## Ficha Técnica
Massacration
- Detonator (Bruno Sutter) – vocais
- Metal Avenger (Marco Antônio Alves) – guitarra solo
- Red Head Hammett (Franco Fanti) – guitarra base, vocais adicionais

Músicos convidados
- El Perro Loco (Ricardo Confessori) – bateria
- El Mudo (Marco Klein) – baixo

Produção
- Alexandre Russo – produção
- João Duarte – arte da capa
- Yasmin Cruz, Julio Szoke – fotografia